# Centrope

區域範圍

Centrope是一个歐盟跨國經濟合作项目，旨在在四个中欧国家斯洛伐克、奥地利、匈牙利和捷克共和国建立一个國際經濟合作地区。Centrope地區的人口是7,450,270。
Centrope是由奥地利维也纳、下奥地利和布尔根兰州、捷克南摩拉维亚地区、斯洛伐克布拉迪斯拉发和特尔纳瓦地区以及匈牙利傑爾-莫雄-肖普朗州和沃什州的联合組成。在2003年的基策宣言的基础上，他们共同致力于在这个四国四边形中進行經濟合作。